# Agápio (monge)
Agápio (em grego medieval: Ἀγάπιος; romaniz.: Agápios) foi um monge bizantino do século X.

## Vida
Agápio era um parente de Miguel Maleíno, com quem viveu, provavelmente entre 919 e 921, como eremita na Bitínia. Quando Miguel (cerca de 921) foi para Prúsia, Agápio se separou dele. Porém, pouco mais tarde (cerca de 925), Miguel deu-lhe a direção do Mosteiro de Xerolimna, que na época era o lar de mais de 50 monges.